# Colen Campbell
Colen Campbell   (Castell de Brodie, 15 de juny de 1676 - Londres, 13 de setembre de 1729) va ser un arquitecte anglès que va passar la major part de la seva carrera a Anglaterra, i és considerat un dels fundadors de l'anomenat estil georgià. Descendent dels Campbells del castell de Cawdor, inicialment es va proposar ser advocat, encara que després va estudiar arquitectura. Campbell va ser influenciat a la seva joventut per James Smith (1645-1731).

## Vitruvius Britannicus
La seva principal obra publicada, Vitruvius Britannicus or the British Architect ... (utilitzant el nom de l'arquitecte romà Vitruvi) va aparèixer publicada a tres volums entre 1715 i 1725 (posteriors obres que van utilitzar aquest títol d'èxit van ser publicades per Woolf i Gnadon, el 1767 i 1771). El Vitruvius Britannicus va ser el primer treball arquitectònic original publicat al Regne Unit des del FRIST Groudnes, de John shut, a l'Època elisabetiana. Des del punt de vista empíric, no era un tractat sinó bàsicament un catàleg de disseny, contenint gravats d'edificis anglesos per Inigo Jones i Sir Christopher Wren, com també del mateix Campbell i altres arquitectes prominents de l'època.
A la introducció i a les descripcions, Campbell es posiciona en contra dels excessos del barroc i el seu estil i declara la independència britànica dels estrangers mentre es dedica el volum a Jordi I del Regne Unit. El tercer volum té bastants paisatges d'espais oberts, jardins i parcs.
Els gravats mostraven les estructures dels edificis en planta, perfil i alçat, però també hi havia una perspectiva a vista d'ocell. Els dibuixos i dissenys es contenien al llibre. L'èxit dels volums va ser clau per popularitzar l'arquitectura del pal·ladianisme a Gran Bretanya durant el segle xviii.